# ATP de Washington
O ATP de Washington – ou Mubadala Citi DC Open, atualmente – é uma competição de tênis masculino, realizado em quadras de piso rápido, no Fitzgerald Tennis Center, em Washington D.C., EUA.

## Finais

### Simples
| Ano                                                         | Campeão               | Vice-campeão                | Resultado               |
| ----------------------------------------------------------- | --------------------- | --------------------------- | ----------------------- |
| 2025                                                        | Alex de Minaur        | Alejandro Davidovich Fokina | 5-7, 6–1, 7–63          |
| 2024                                                        | Sebastian Korda       | Flavio Cobolli              | 4–6, 6–2, 6–0           |
| 2023                                                        | Daniel Evans          | Tallon Griekspoor           | 7–5, 6–3                |
| 2022                                                        | Nick Kyrgios          | Yoshihito Nishioka          | 6–4, 6–3                |
| 2021                                                        | Jannik Sinner         | Mackenzie McDonald          | 7–5, 4–6, 7–5           |
| Torneio não realizado em 2020 devido à pandemia de COVID-19 |                       |                             |                         |
| 2019                                                        | Nick Kyrgios          | Daniil Medvedev             | 7–66, 7–64              |
| 2018                                                        | Alexander Zverev      | Alex de Minaur              | 6–2, 6–4                |
| 2017                                                        | Alexander Zverev      | Kevin Anderson              | 6–4, 6–4                |
| 2016                                                        | Gaël Monfils          | Ivo Karlovic                | 5–7, 7–66, 6–4          |
| 2015                                                        | Kei Nishikori         | John Isner                  | 4–6, 6–4, 6–4           |
| 2014                                                        | Milos Raonic          | Vasek Pospisil              | 6–1, 6–4                |
| 2013                                                        | Juan Martín del Potro | John Isner                  | 3–6, 6–1, 6–2           |
| 2012                                                        | Alexandr Dolgopolov   | Tommy Haas                  | 76–7, 6–4, 6–1          |
| 2011                                                        | Radek Štěpánek        | Gaël Monfils                | 6–4, 6–4                |
| 2010                                                        | David Nalbandian      | Marcos Baghdatis            | 6–2, 7–64               |
| 2009                                                        | Juan Martín del Potro | Andy Roddick                | 3–6, 7–5, 7–66          |
| 2008                                                        | Juan Martín del Potro | Viktor Troicki              | 6–3, 6–3                |
| 2007                                                        | Andy Roddick          | John Isner                  | 6–4, 7–64               |
| 2006                                                        | Arnaud Clément        | Andy Murray                 | 7–63, 6–2               |
| 2005                                                        | Andy Roddick          | James Blake                 | 7–5, 6–3                |
| 2004                                                        | Lleyton Hewitt        | Gilles Müller               | 6–3, 6–4                |
| 2003                                                        | Tim Henman            | Fernando González           | 6–3, 6–4                |
| 2002                                                        | James Blake           | Paradorn Srichaphan         | 1–6, 7–65, 6–4          |
| 2001                                                        | Andy Roddick          | Sjeng Schalken              | 6–2, 6–3                |
| 2000                                                        | Àlex Corretja         | Andre Agassi                | 6–2, 6–3                |
| 1999                                                        | Andre Agassi          | Yevgeny Kafelnikov          | 7–63, 6–1               |
| 1998                                                        | Andre Agassi          | Scott Draper                | 6–2, 6–0                |
| 1997                                                        | Michael Chang         | Petr Korda                  | 5–7, 6–2, 6–1           |
| 1996                                                        | Michael Chang         | Wayne Ferreira              | 6–2, 6–4                |
| 1995                                                        | Andre Agassi          | Stefan Edberg               | 6–4, 2–6, 7–5           |
| 1994                                                        | Stefan Edberg         | Jason Stoltenberg           | 6–4, 6–2                |
| 1993                                                        | Amos Mansdorf         | Todd Martin                 | 7–63, 7–5               |
| 1992                                                        | Petr Korda            | Henrik Holm                 | 6–4, 6–4                |
| 1991                                                        | Andre Agassi          | Petr Korda                  | 6–3, 6–4                |
| 1990                                                        | Andre Agassi          | Jim Grabb                   | 6–1, 6–4                |
| 1989                                                        | Tim Mayotte           | Brad Gilbert                | 3–6, 6–4, 7–5           |
| 1988                                                        | Jimmy Connors         | Andrés Gómez                | 6–1, 6–4                |
| 1987                                                        | Ivan Lendl            | Brad Gilbert                | 6–1, 6–0                |
| 1986                                                        | Karel Nováček         | Thierry Tulasne             | 6–1, 7–6                |
| 1985                                                        | Yannick Noah          | Martín Jaite                | 6–4, 6–3                |
| 1984                                                        | Andrés Gómez          | Aaron Krickstein            | 6–2, 6–2                |
| 1983                                                        | José Luis Clerc       | Jimmy Arias                 | 6–3, 3–6, 6–0           |
| 1982                                                        | Ivan Lendl            | Jimmy Arias                 | 6–3, 6–3                |
| 1981                                                        | José Luis Clerc       | Guillermo Vilas             | 7–5, 6–2                |
| 1980                                                        | Brian Gottfried       | José Luis Clerc             | 7–5, 4–6, 6–4           |
| 1979                                                        | Guillermo Vilas       | Víctor Pecci                | 7–6, 7–6                |
| 1978                                                        | Jimmy Connors         | Eddie Dibbs                 | 7–5, 7–5                |
| 1977                                                        | Guillermo Vilas       | Brian Gottfried             | 6–4, 7–5                |
| 1976                                                        | Jimmy Connors         | Raúl Ramírez                | 6–2, 6–4                |
| 1975                                                        | Guillermo Vilas       | Harold Solomon              | 6–1, 6–3                |
| 1974                                                        | Harold Solomon        | Guillermo Vilas             | 1–6, 6–3, 6–4           |
| 1973                                                        | Arthur Ashe           | Tom Okker                   | 6–4, 6–2                |
| 1972                                                        | Tony Roche            | Marty Riessen               | 3–6, 7–6, 6–4           |
| 1971                                                        | Ken Rosewall          | Marty Riessen               | 6–2, 7–5, 6–1           |
| 1970                                                        | Cliff Richey          | Arthur Ashe                 | 7–5, 6–1, 6–2           |
| 1969                                                        | Thomas Koch           | Arthur Ashe                 | 7–5, 9–7, 4–6, 2–6, 6–4 |

### Duplas
| Ano                                                         | Campeões                             | Vice-campeões                        | Resultado          |
| ----------------------------------------------------------- | ------------------------------------ | ------------------------------------ | ------------------ |
| 2024                                                        | Nathaniel Lammons Jackson Withrow    | Rafael Matos Marcelo Melo            | 7–5, 6–3           |
| 2023                                                        | Máximo González Andrés Molteni       | Mackenzie McDonald Ben Shelton       | 66–7, 6–2, [10–6]  |
| 2022                                                        | Nick Kyrgios Jack Sock               | Ivan Dodig Austin Krajicek           | 7–5, 6–4           |
| 2021                                                        | Raven Klaasen Ben McLachlan          | Neal Skupski Michael Venus           | 7–64, 6–4          |
| Torneio não realizado em 2020 devido à pandemia de COVID-19 |                                      |                                      |                    |
| 2019                                                        | Raven Klaasen Michael Venus          | Jean-Julien Rojer Horia Tecău        | 3–6, 6–3, [10–2]   |
| 2018                                                        | Jamie Murray Bruno Soares            | Mike Bryan Edouard Roger-Vasselin    | 3–6, 6–3, [10–4]   |
| 2017                                                        | Henri Kontinen John Peers            | Łukasz Kubot Marcelo Melo            | 7–65, 6–4          |
| 2016                                                        | Daniel Nestor Édouard Roger-Vasselin | Łukasz Kubot Alexander Peya          | 7–63, 7–64         |
| 2015                                                        | Bob Bryan Mike Bryan                 | Ivan Dodig Marcelo Melo              | 6–4, 6–2           |
| 2014                                                        | Jean-Julien Rojer Horia Tecău        | Sam Groth Leander Paes               | 7–5, 6–4           |
| 2013                                                        | Julien Benneteau Nenad Zimonjić      | Mardy Fish Radek Štěpánek            | 7–65, 7–5          |
| 2012                                                        | Treat Conrad Huey Dominic Inglot     | Kevin Anderson Sam Querrey           | 7–67, 96–7, [10–5] |
| 2011                                                        | Nenad Zimonjić Michaël Llodra        | Robert Lindstedt Horia Tecău         | 76–7, 7–66, [10–7] |
| 2010                                                        | Mardy Fish Mark Knowles              | Tomáš Berdych Radek Štěpánek         | 4–6, 7–67, [10–7]  |
| 2009                                                        | Martin Damm Robert Lindstedt         | Mariusz Fyrstenberg Marcin Matkowski | 7–5, 7–6           |
| 2008                                                        | Marc Gicquel Robert Lindstedt        | Bruno Soares Kevin Ullyett           | 7–6, 6–3           |
| 2007                                                        | Bob Bryan Mike Bryan                 | Jonathan Erlich Andy Ram             | 7–6, 3–6, [10–7]   |
| 2006                                                        | Bob Bryan Mike Bryan                 | Paul Hanley Kevin Ullyett            | 6–3, 5–7, [10–3]   |
| 2005                                                        | Bob Bryan Mike Bryan                 | Wayne Black Kevin Ullyett            | 6–4, 6–2           |
| 2004                                                        | Chris Haggard Robbie Koenig          | Travis Parrott Dmitry Tursunov       | 7–6, 6–1           |
| 2003                                                        | Yevgeny Kafelnikov Sargis Sargsian   | Chris Haggard Paul Hanley            | 7–5, 4–6, 6–2      |
| 2002                                                        | Wayne Black Kevin Ullyett            | Bob Bryan Mike Bryan                 | 3–6, 6–3, 7–5      |
| 2001                                                        | Martin Damm David Prinosil           | Bob Bryan Mike Bryan                 | 7–6, 6–3           |
| 2000                                                        | Alex O'Brien Jared Palmer            | Andre Agassi Sargis Sargsian         | 7–5, 6–1           |
| 1999                                                        | Justin Gimelstob Sébastien Lareau    | David Adams John-Laffnie de Jager    | 7–5, 6–7, 6–3      |
| 1998                                                        | Grant Stafford Kevin Ullyett         | Wayne Ferreira Patrick Galbraith     | 6–2, 6–4           |
| 1997                                                        | Luke Jensen Murphy Jensen            | Neville Godwin Fernon Wibier         | 6–4, 6–4           |
| 1996                                                        | Grant Connell Scott Davis            | Doug Flach Chris Woodruff            | 7–6, 3–6, 6–3      |
| 1995                                                        | Olivier Delaître Jeff Tarango        | Petr Korda Cyril Suk                 | 1–6, 6–3, 6–2      |
| 1994                                                        | Grant Connell Patrick Galbraith      | Jonas Björkman Jakob Hlasek          | 6–4, 4–6, 6–3      |
| 1993                                                        | Byron Black Rick Leach               | Grant Connell Patrick Galbraith      | 6–4, 7–5           |
| 1992                                                        | Bret Garnett Jared Palmer            | Ken Flach Todd Witsken               | 6–2, 6–3           |
| 1991                                                        | Scott Davis David Pate               | Ken Flach Robert Seguso              | 6–4, 6–2           |
| 1990                                                        | Grant Connell Glenn Michibata        | Jorge Lozano Todd Witsken            | 6–3, 6–7, 6–2      |
| 1989                                                        | Neil Broad Gary Muller               | Jim Grabb Patrick McEnroe            | 6–7, 7–6, 6–4      |
| 1988                                                        | Rick Leach Jim Pugh                  | Jorge Lozano Todd Witsken            | 6–3, 6–7, 6–2      |
| 1987                                                        | Gary Donnelly Peter Fleming          | Laurie Warder Blaine Willenborg      | 6–2, 7–6           |
| 1986                                                        | Hans Gildemeister Andrés Gómez       | Ricardo Acioly César Kist            | 6–3, 7–5           |
| 1985                                                        | Hans Gildemeister Victor Pecci       | David Graham Balázs Taróczy          | 6–3, 1–6, 6–4      |
| 1984                                                        | Pavel Složil Ferdi Taygan            | Drew Gitlin Blaine Willenborg        | 7–6, 6–1           |
| 1983                                                        | Mark Dickson Cassio Motta            | Paul McNamee Ferdi Taygan            | 6–2, 1–6, 6–4      |
| 1982                                                        | Raúl Ramírez Van Winitsky            | Hans Gildemeister Andrés Gómez       | 7–5, 7–6           |
| 1981                                                        | Raúl Ramírez Van Winitsky            | Pavel Složil Ferdi Taygan            | 5–7, 7–6, 7–6      |
| 1980                                                        | Hans Gildemeister Andrés Gómez       | Gene Mayer Sandy Mayer               | 6–4, 7–5           |
| 1979                                                        | Marty Riessen Sherwood Stewart       | Brian Gottfried Raúl Ramírez         | 2–6, 6–3, 6–4      |
| 1978                                                        | Arthur Ashe Bob Hewitt               | Fred McNair Raúl Ramírez             | 6–3, 6–4           |
| 1977                                                        | John Alexander Phil Dent             | Fred McNair Sherwood Stewart         | 7–5, 7–5           |
| 1976                                                        | Brian Gottfried Raúl Ramírez         | Arthur Ashe Jimmy Connors            | 6–3, 6–3           |
| 1975                                                        | Robert Lutz Stan Smith               | Brian Gottfried Raúl Ramírez         | 7–5, 2–6, 6–1      |
| 1974                                                        | Tom Gorman Marty Riessen             | Patricio Cornejo Jaime Fillol        | 7–5, 6–1           |
| 1973                                                        | Ross Case Geoff Masters              | Dick Crealy Andrew Pattison          | 2–6, 6–1, 6–4      |
| 1972                                                        | Tom Okker Marty Riessen              | John Newcombe Tony Roche             | 3–6, 6–3, 6–2      |
| 1971                                                        | Tom Okker Marty Riessen              | Bob Carmichael Ray Ruffels           | 7–6, 6–2           |
| 1970                                                        | Bob Hewitt Frew McMillan             | Ilie Năstase Ion Ţiriac              | 7–5, 6–0           |
| 1969                                                        | Patricio Cornejo Jaime Fillol        | Robert Lutz Stan Smith               | 4–6, 6–1, 6–4      |